# Jennifer Humphrey
Jennifer Humphrey (ur. 8 września 1984 w Memphis) – amerykańska koszykarka występująca na pozycji środkowej.

## Osiągnięcia
NCAA
- Uczestniczka turnieju NCAA (2006)

Drużynowe
- Uczestniczka rozgrywek Eurocup (2011–2013)

Indywidualne
- MVP kolejki FGE (9 – 2007/2008)[1]
- Zaliczona przez eurobasket.com do:
  - I składu zawodniczek zagranicznych ligi francuskiej (2011)[2]
  - II składu ligi francuskiej (2011)[2]
  - honorable mention ligi francuskiej (2012)[3]
- Liderka w zbiórkach:
  - PLKK (2008)
  - francuskiej ligi LFB (2012)[3]